# Чехомов, Олег Мстиславович
Олег Мстиславович Чехомов — советский хозяйственный, государственный и политический деятель.

## Биография
Родился в 1926 году в Свердловске. Член КПСС .
Участник Великой Отечественной войны. С 1953 года — на хозяйственной, общественной и политической работе. В 1953—1986 гг. — помощник мастера по плавкам, мастер, начальник смены в электросталеплавильном цехе, начальник электрометаллургической лаборатории, начальник лаборатории жаропрочных сталей и сплавов, начальник отдела тех. контроля завода, главный инженер, директор Златоустовского металлургического завода. директор Всесоюзного НИИ охраны труда и техники безопасности чёрной металлургии
За коренное усовершенствование технологии выплавки и повышение качества высоколегированных сталей и сплавов ответственного назначения за счёт внепечной обработки инертным газом был в составе коллектива удостоен Государственной премии СССР в области науки и техники 1972 года.
Жил в Москве.